# Мордвичёв, Андрей Николаевич
Андрей Николаевич Мордвичёв (род. 14 января 1976, Павлодар, Павлодарская область, Казахская ССР, СССР) — российский военачальник. Командующий войсками Центрального военного округа (16 февраля 2023 — 15 мая 2025), генерал-полковник (07.09.2023). По состоянию на апрель 2023 года — командующий группировкой войск «Центр». Главнокомандующий Сухопутными войсками Российской Федерации с 15 мая 2025 года(с вручением штандарта 22 мая 2025 года). Герой Российской Федерации (2024).
В ходе вторжения России на Украину руководил армейскими подразделениями в боях за Мариуполь (2022).

## Биография
Родился 14 января 1976 года в городе Павлодаре (Казахская ССР).
В 1997 году окончил Новосибирское высшее общевойсковое командное училище. В 2006 году — Общевойсковую академию Вооружённых Сил Российской Федерации.
С 19 апреля 2011 года в звании полковника назначен командиром 4-й отдельной гвардейской Кантемировской танковой бригады имени Андропова. Генерал-майор (12.06.2013). В 2014 году был командиром мотострелковой бригады.
В 2016 году окончил Военную академию Генерального штаба Вооружённых Сил России.
В 2017 году был начальником Южно-Сахалинского гарнизона, принимал парад Победы в Южно-Сахалинске в должности командира 68-го армейского корпуса.
В 2018 году был первым заместителем командующего — начальником штаба 41-й общевойсковой армии Центрального военного округа, командовал Парадом Победы в Новосибирске.
С 2019 по 2021 год — первый заместитель командующего 8-й общевойсковой армией ЮВО.
С 2021 по 2022 год — командующий 8-й общевойсковой армией Южного военного округа.
После украинского удара по Чернобаевке 18 марта 2022 года, Генеральный штаб Вооружённых сил Украины заявлял о его уничтожении.
Весной 2022 года командовал группировкой ВС РФ в боях за Мариуполь.
С 2022 по 2023 год — заместитель командующего войсками Южного военного округа.
С 16 февраля 2023 года — командующий войсками Центрального военного округа.
7 сентября 2023 года Указом президента России ему присвоено воинское звание генерал-полковника.
С 15 мая 2025 года — главнокомандующий Сухопутными войсками Российской Федерации.

## Санкции
В июне 2023 года за поддержку действий, которые подрывают и угрожают территориальной целостности, суверенитету и независимости Украины, Мордвичёв попал под санкции стран Евросоюза и Швейцарии. Отмечается, что под его командованием российские вооружённые силы, включая войска Центрального военного округа, участвуют в нападении на Украину. 23 ноября 2023 года попал в санкционный список Украины.

## Обвинения в военных преступлениях
В ходе российского нападения на Украину, по данным Human Rights Watch, согласно принципу командной ответственности, Мордвичёв может быть причастен к совершению военных преступлений в ходе боёв и блокады Мариуполя, в частности за нападение, препятствие гуманитарной помощи и эвакуации, а также преступлений против человечности.

## Награды
- Герой Российской Федерации (март 2024);
- Орден «За заслуги перед Отечеством» IV степени;
- Орден Александра Невского;
- Орден Жукова;
- Орден Мужества;
- Орден «За военные заслуги»[10];
- Медаль ордена «За заслуги перед Отечеством» II степени;
- Медаль Суворова[10];
- Медали минобороны РФ.